# Băieții în haine de piele
Băieții în haine de piele (titlul original: în engleză The Leather Boys) este un film dramatic englez, despre subcultura rockerilor din Londra prezentând un motociclist gay. Filmul este realizat în 1964 de regizorul Sidney J. Furie, după un roman al scriitorului Anthony Blond. Acest film este remarcabil ca un exemplu timpuriu al unui film care a încălcat codul de producție de la Hollywood, dar a fost încă difuzat în Statele Unite, precum și un film important în genul cinematografiei „queer”.
Protagoniștii sunt actorii Rita Tushingham, Colin Campbell și  Dudley Sutton. Din punctul de vedere istoric al filmului, sunt de interes, printre altele, tematizarea homosexualității și reprezentarea subculturii tinerești din jurul cunoscutului loc de întâlnire al motocicliștilor, Ace Cafe din Londra.

## Rezumat
Tânărul mecanic auto și pasionat motociclist Reggie se căsătorește cu Dot, care este încă minoră, pentru că îi place de ea și s-au distrat mult împreună. Dar în spațiul înghesuit al apartamentului lor cu o cameră, el trebuie să realizeze că o căsătorie înseamnă mai mult decât „a se distra împreună”. Frecușurile cuîncă imatura Dot îl alungă în cele din urmă pe Reggie din casă. Împreună cu prietenul său Pete, rămâne la bunica sa până când într-o zi este trimis de aceasta înapoi la soția sa. Spre groaza lui însă, o găsește pe Dot care era dezamăgită de Reggie, cu un alt bărbat în pat, prietenul lor Brian. 
Pete, îndurerat pentru pierderea prietenului său Reggie, se bucură văzând că acesta se intoarce la el, crezând că la recâștigat, dar aceasta durează doar până în momentul în care Reggie își dă seama că antipatia lui Pete față de femei se datorează dispoziției sale spre homosexualitate.

## Distribuție
- Rita Tushingham – Dot
- Colin Campbell – Reggie
- Dudley Sutton – Pete
- Gladys Henson – Gran
- Avice Landone – mama lui Reggie
- Lockwood West – tatăl lui Reggie
- Betty Marsden – mama lui Dot
- Martin Matthews – unchiul Arthur
- Johnny Briggs – Brian, un prieten
- Valerie Varnam – Brenda
- James Chase – Les
- Geoffrey Dunn – dl. Lunnis
- Sylvia Kaye – profesoara
- Sandra Caron – o elevă
- Tracy Rogers – o elevă
- Dandy Nichols – dna. Stanley
- Carmel McSharry – conductoarea autobuzului

## Aprecieri
„ Regizorul dă imaginii sale despre viața tineretului de la marginea metropolei aerul de jovialitate din Gustul mierii. Richardson își realizase filmul numai cu doi ani înainte. Furie îi „fură” atât vedeta, cât și echivocul relațiilor dintre cei doi prieteni. Dar, fără a fi epigon, izbutește admirabile episoade de comic întrepătruns cu dezolare, ca flirtul de la mare sau nuntă. ”—T. Caranfil , Dicționar universal de filme 